# Résidences de la famille royale de Savoie
Les résidences de la famille royale de Savoie, ou résidences savoisiennes,, sont un ensemble de sites et de monuments situés à Turin et dans sa province en Piémont (Italie du Nord).
Ils ont été inscrits sur la liste du patrimoine mondial en 1997.

## Histoire et caractéristiques

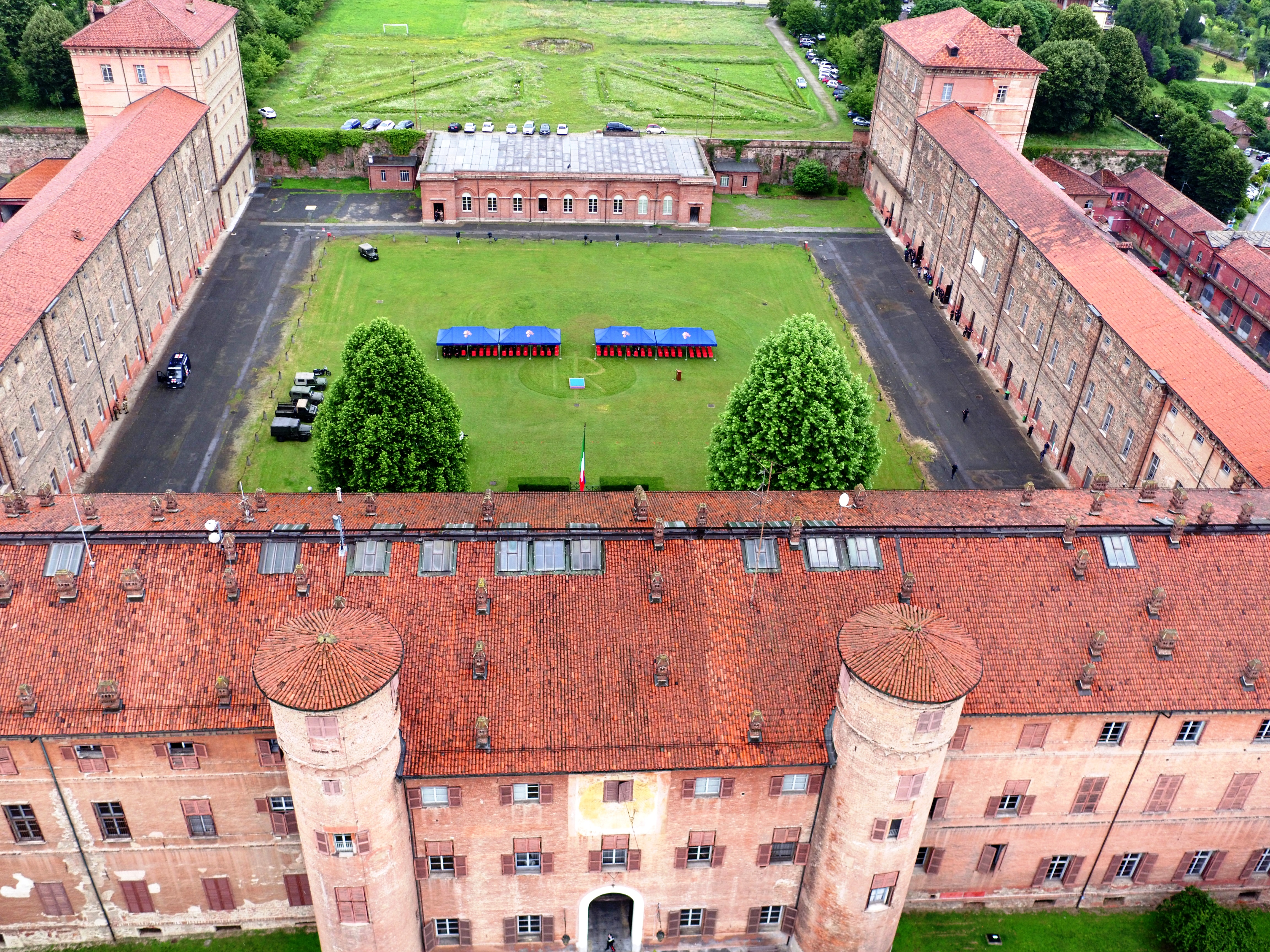
Château de Moncalierie

La construction de cet ensemble commence en 1562 quand le duc Emmanuel-Philibert 1re de Savoie, après la paix de Cateau-Cambrésis, décide de transférer la capitale du duché de Savoie de Chambery à Turin.
Dès le XVIe siècle, les ducs de Savoie commencent à financer la rénovation d'anciens châteaux, dont certains remontent à l'époque romaine, et la construction de résidences nouvelles, de pavillons d'agrément ou de chasse et de folies au sein de la ceinture verte qui entoure leur capitale.
Au XVIIIe siècle, lorsque les ducs de Savoie deviennent rois de Sardaigne, ils redéfinissent et complètent le réseau des routes et des allées de chasse qui relient leurs différentes résidences et la ville, et ils dotent celle-ci de bâtiments, destinés à héberger les administrations et les fondations de l'Etat.
La réalisation de cet ensemble fait l'objet d'un projet d'aménagement du territoire qui s'étend sur plusieurs règnes. La monarchie sarde y emploie des architectes prestigieux comme Amédée et Carlo di Castellamonte (it), Filippo Juvarra, Camillo-Guarino Guarini et Pelagio Palagi.
Le programme dote l'État sarde d'un parcours monumental et d'un réseau urbain, qui gravitent autour de la ville de Turin et qui irradient le territoire environnant, pour former un ensemble nommé la « Couronne de délices » (en italien : « Corona di Delizie »), qui célèbrent la puissance de l'État, les plaisirs et la chasse, et qui ont inséré dans les paysages de la métropole piémontaise une empreinte baroque unique.

## Monuments inscrits au patrimoine mondial de l'humanité

### À Turin
- Archives de la cour de Turin
- Armurerie royale de Turin
- Bibliothèque royale de Turin
- Cavalerie royale de Turin
- Castello del Valentino
- Façade du théâtre royal de Turin
- Monnaie royale de Turin
- Palazzo Carignano
- Palais du duc de Chablais (it) (en italien : Palazzo Chiablese)
- Palais Madame (en italien : Palazzo Madama)
- Palais royal (en italien : Palazzo Reale)
- Palais de l'ancienne académie militaire de Turin
- Secrétariats d'état royaux de Turin (it) (en Italien : Regie Segreterie di Stato)
- Villa de la reine (en italien : Villa della Regina)

### En Piémont, autour de Turin
- Borgo Castello nel parco de La Mandria
- Reggia di Venaria Reale
- Palais royal de Valcasotto (it) (en italien : Reggia di Valcasotto)
- Palazzina di caccia di Stupinigi
- Château de Moncalieri (en italien : Castello di Moncalieri)
- Château ducal d'Agliè (en italien : Castello di Agliè)
- Castello di Racconigi
- Château de Govone (it) (en italien : Castello di Govone)
- Castello di Pollenzo
- Castello di Rivoli

## Galerie

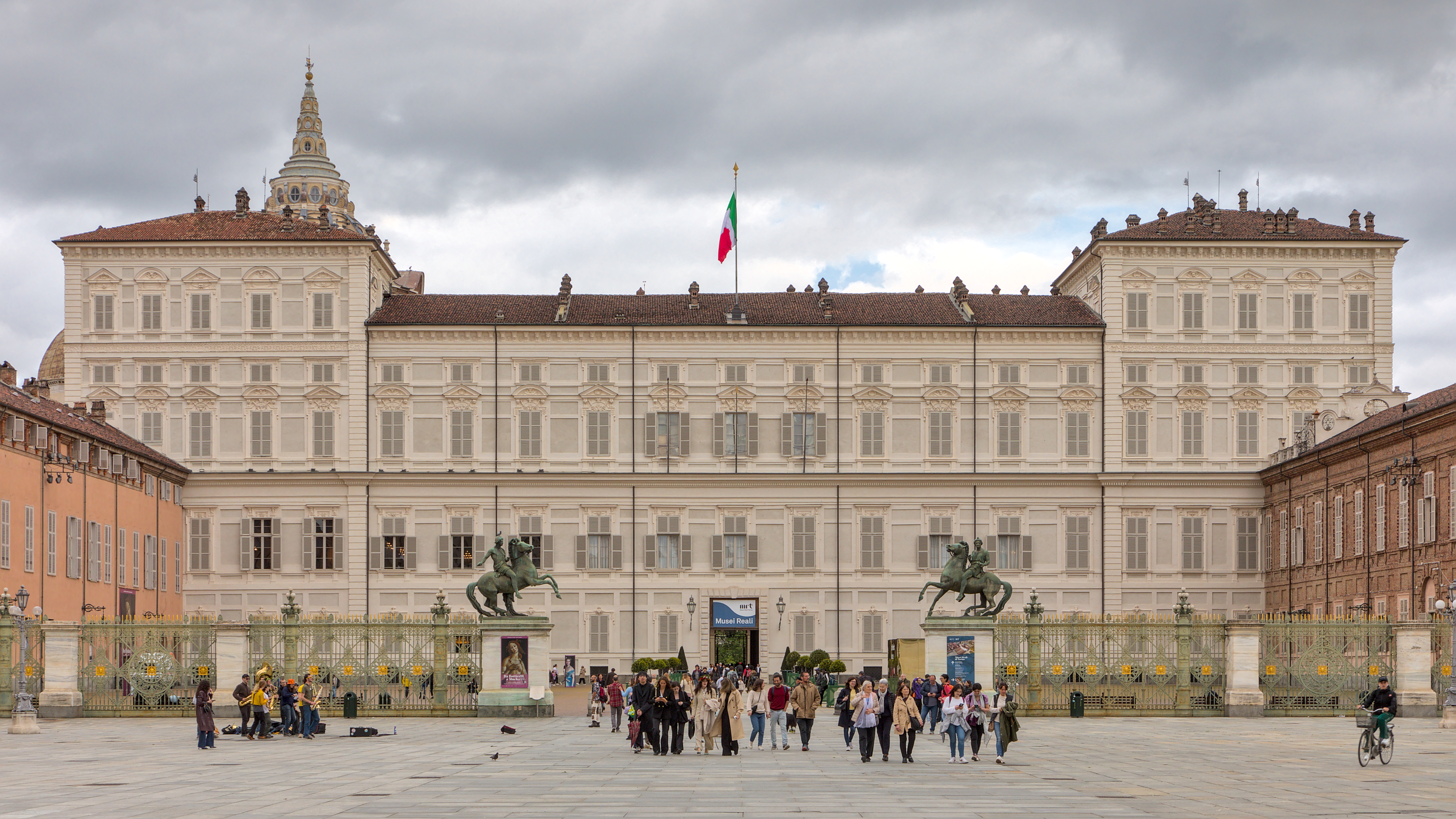
Palazzo Reale
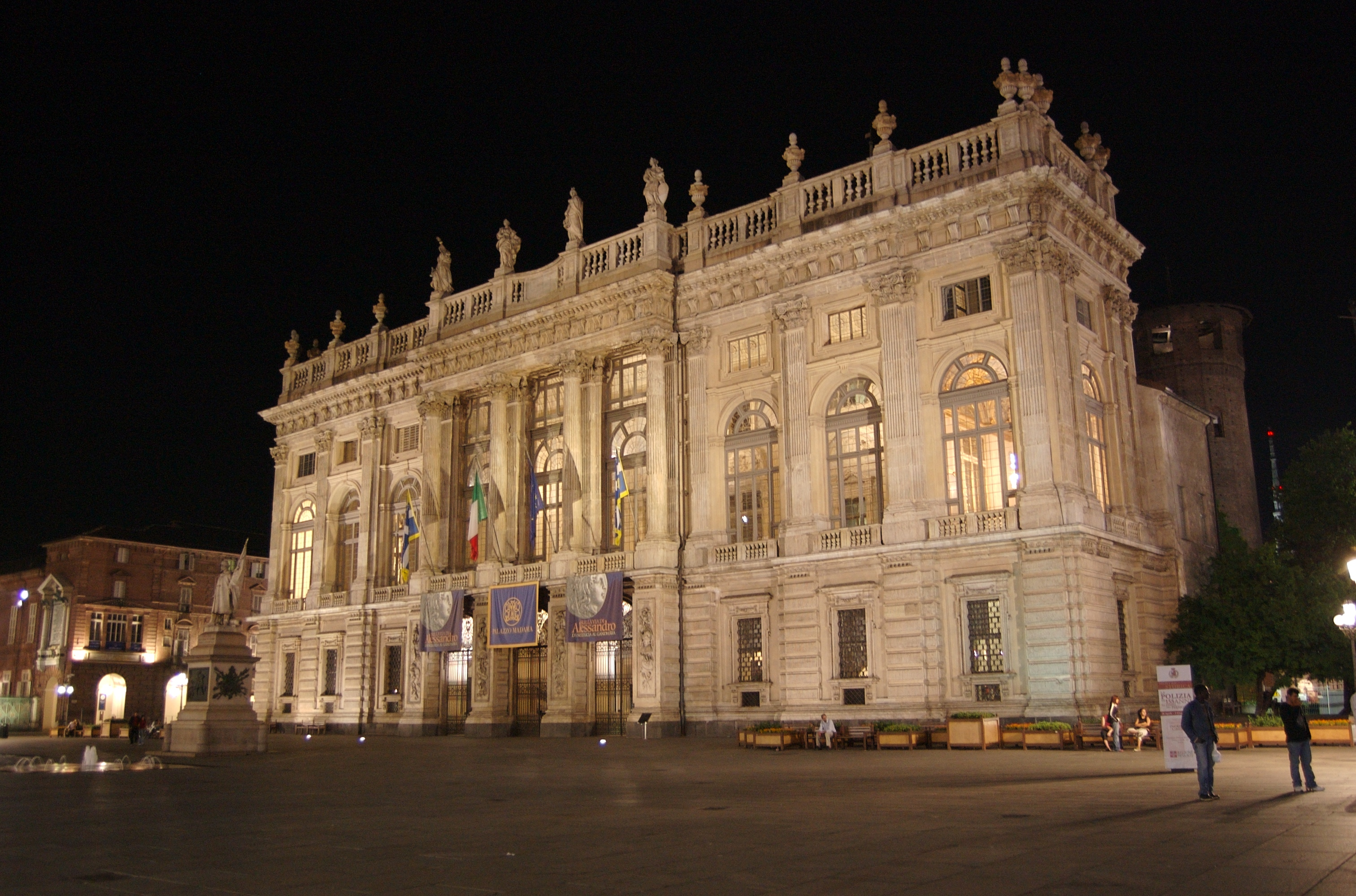
Palazzo Madama
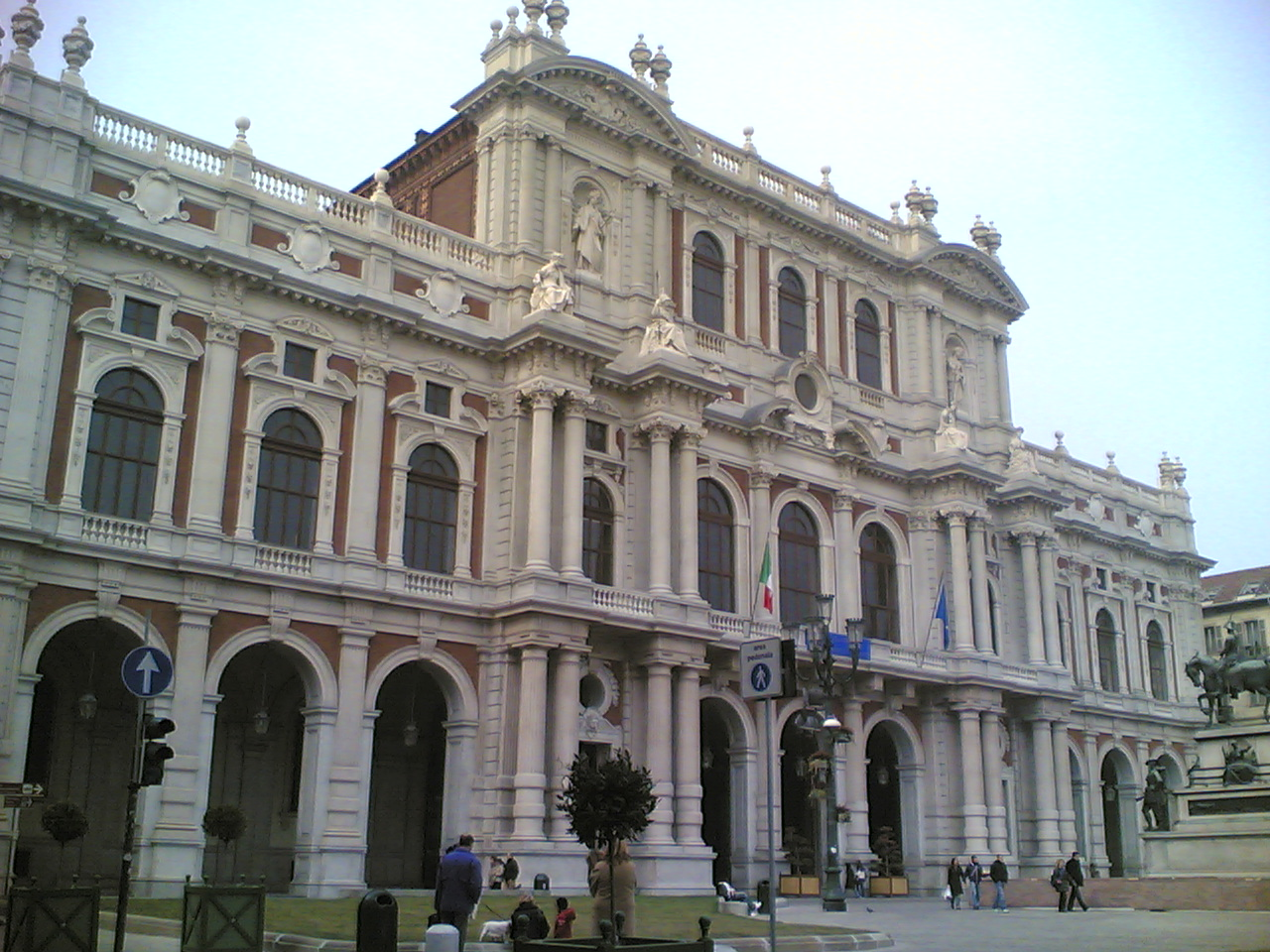
Palazzo Carignano
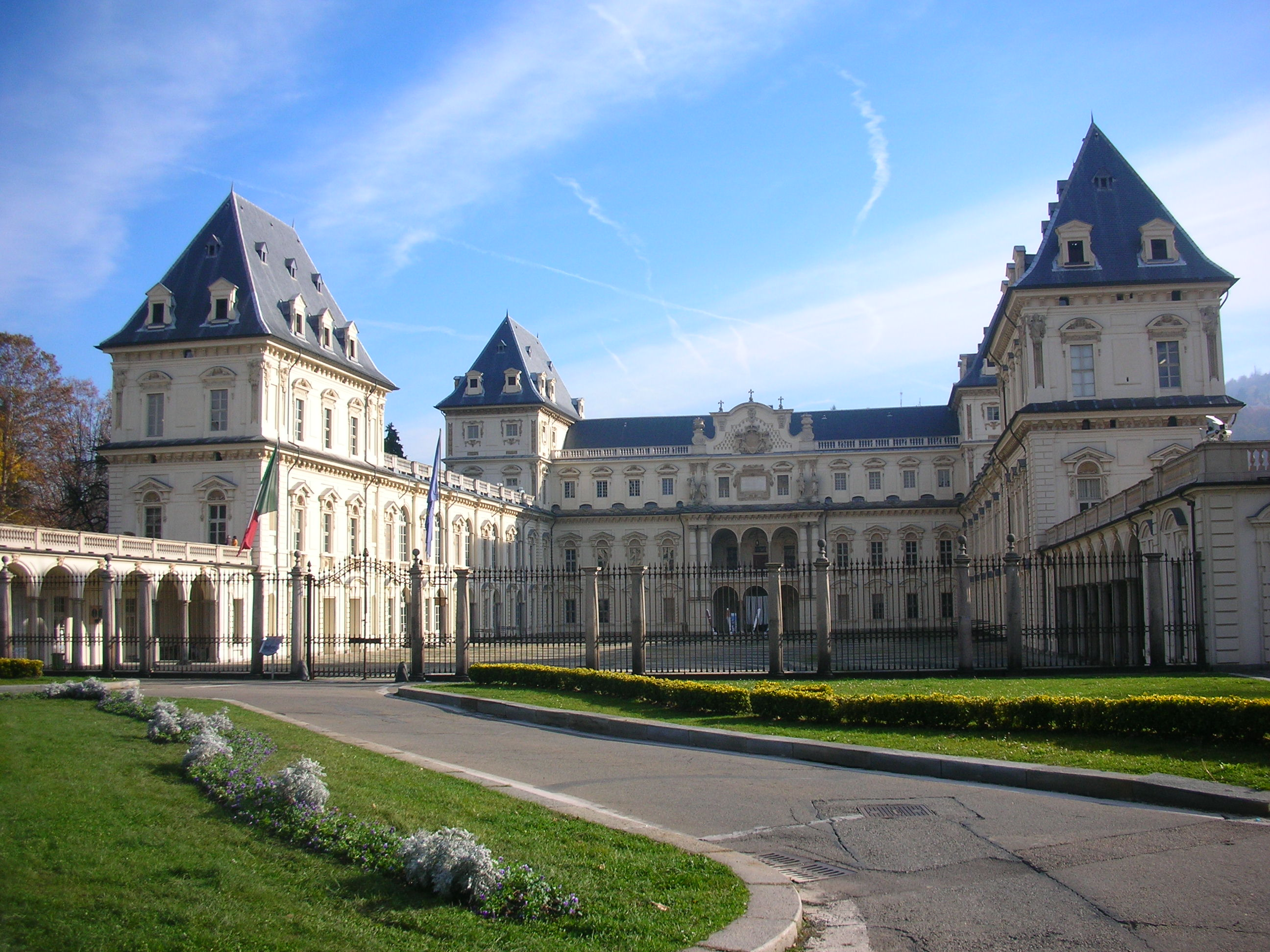
Castello del Valentino
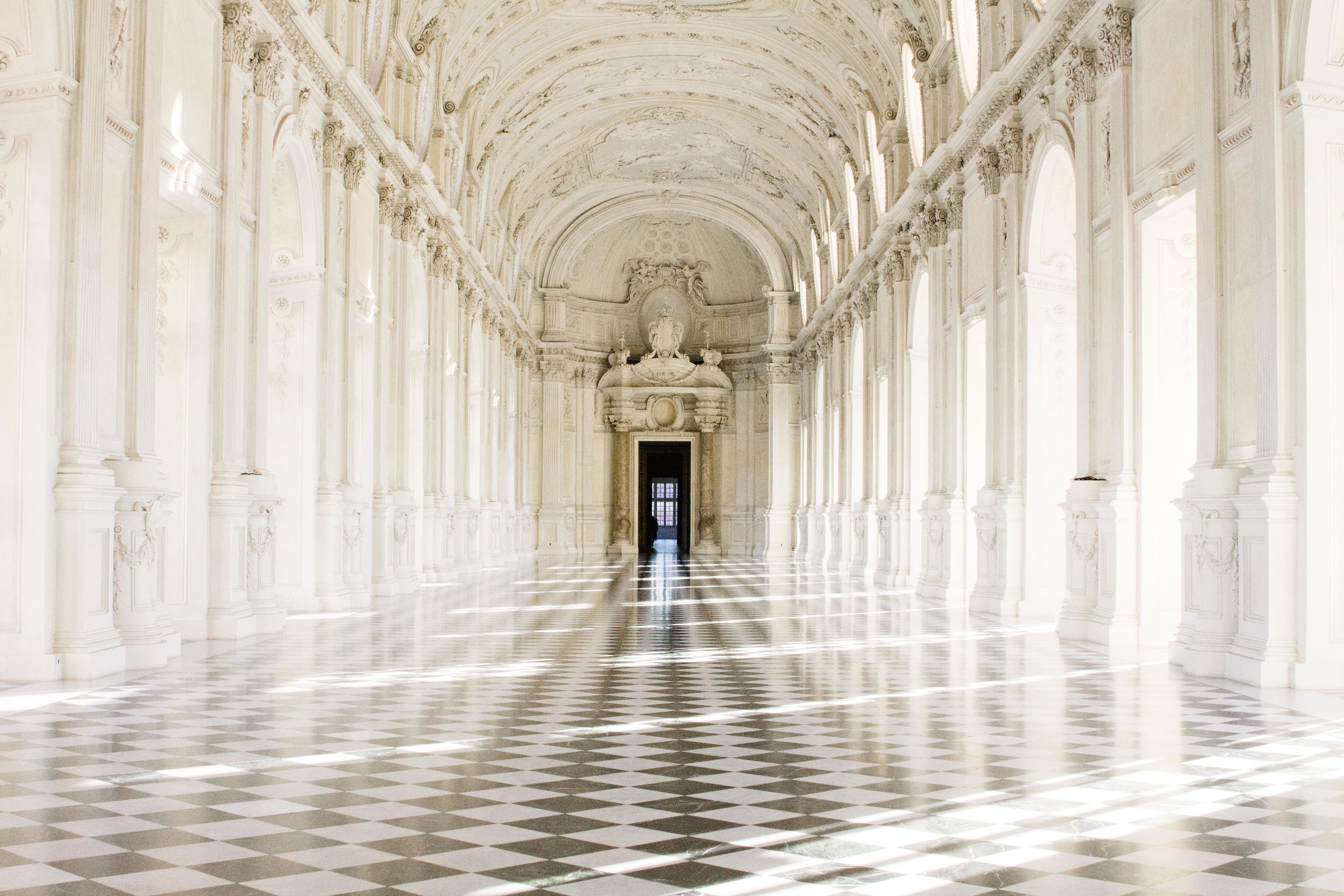
Reggia di Venaria Reale
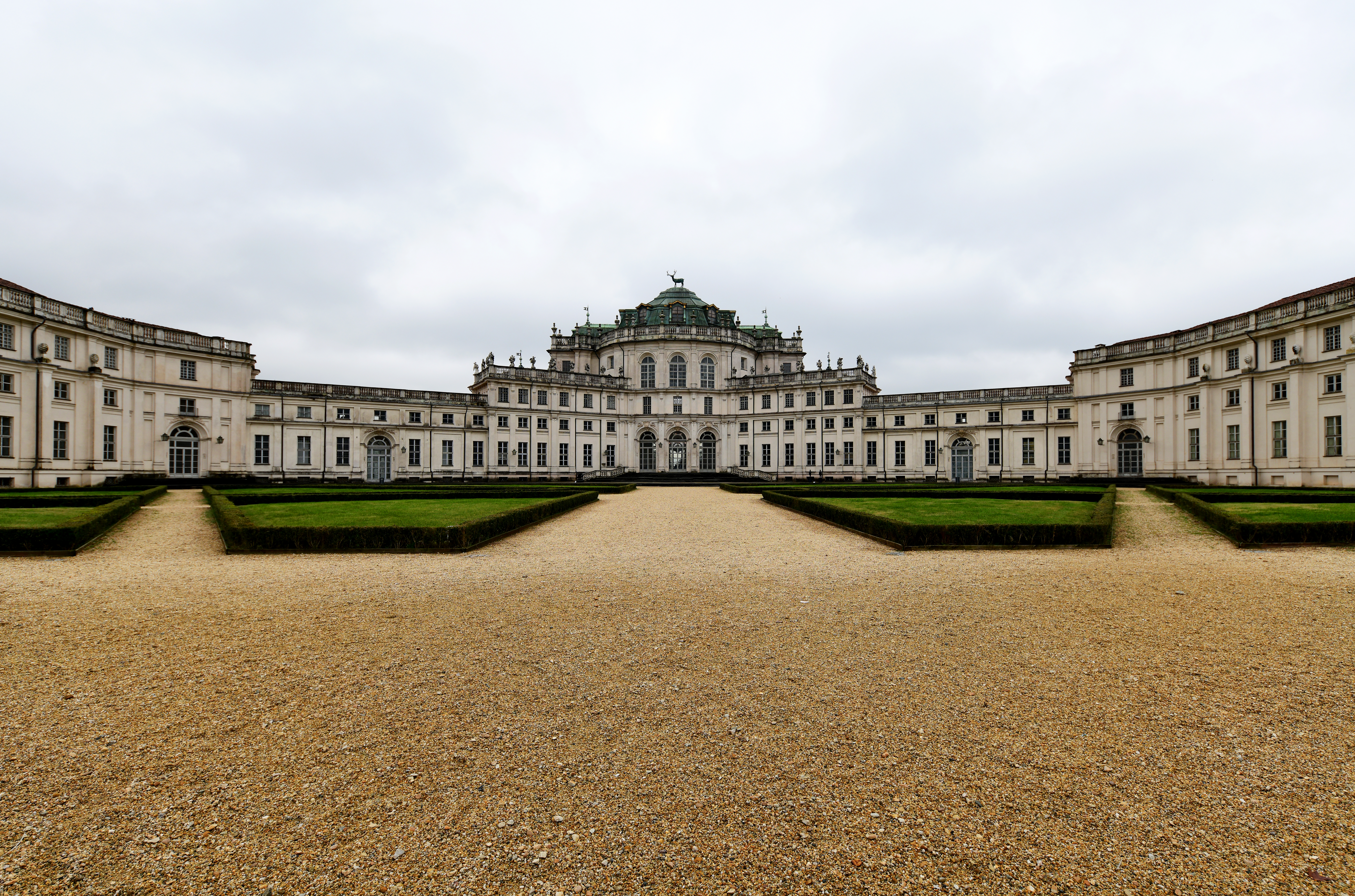
Palazzina di caccia di Stupinigi
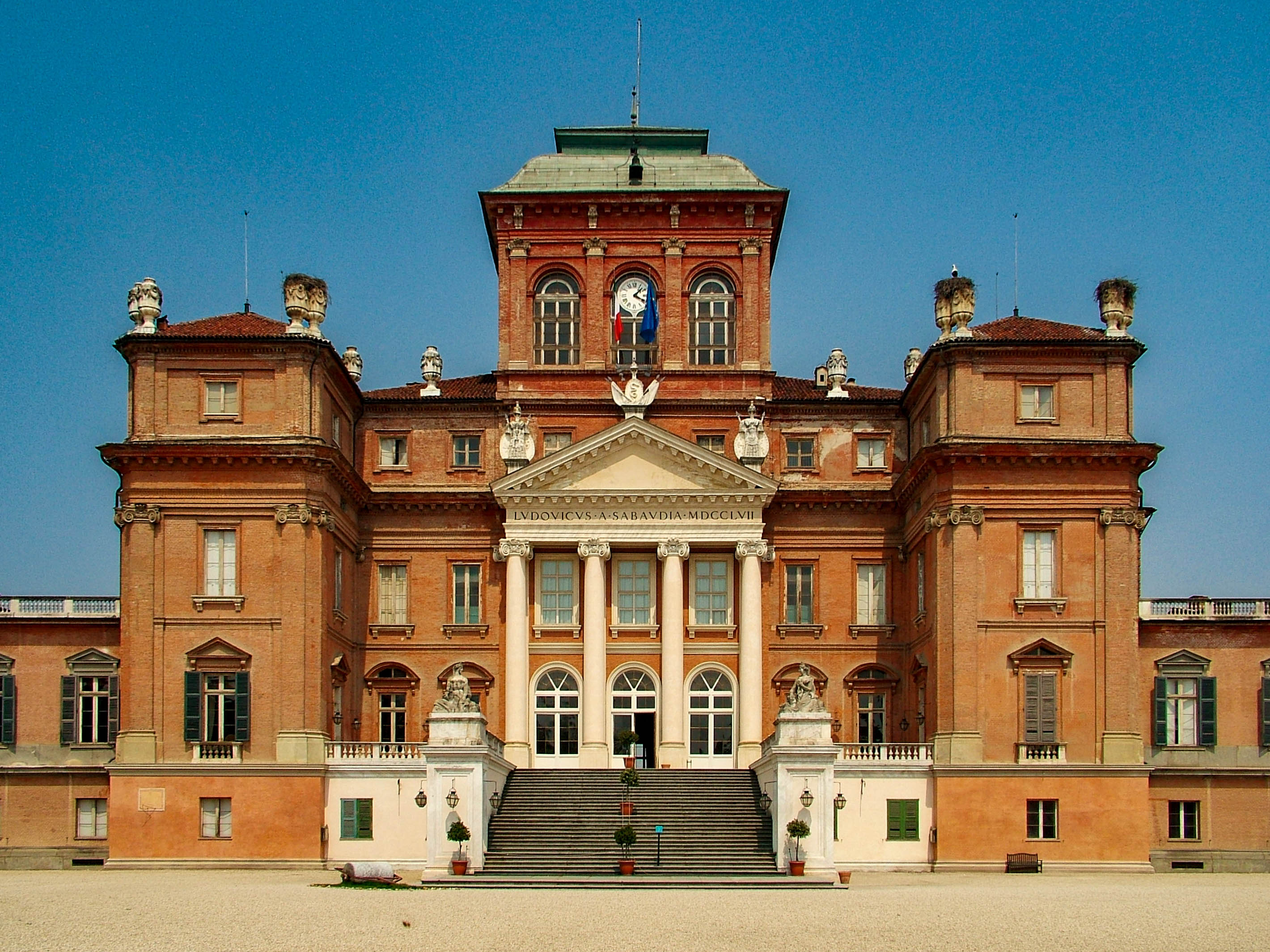
Castello di Racconigi
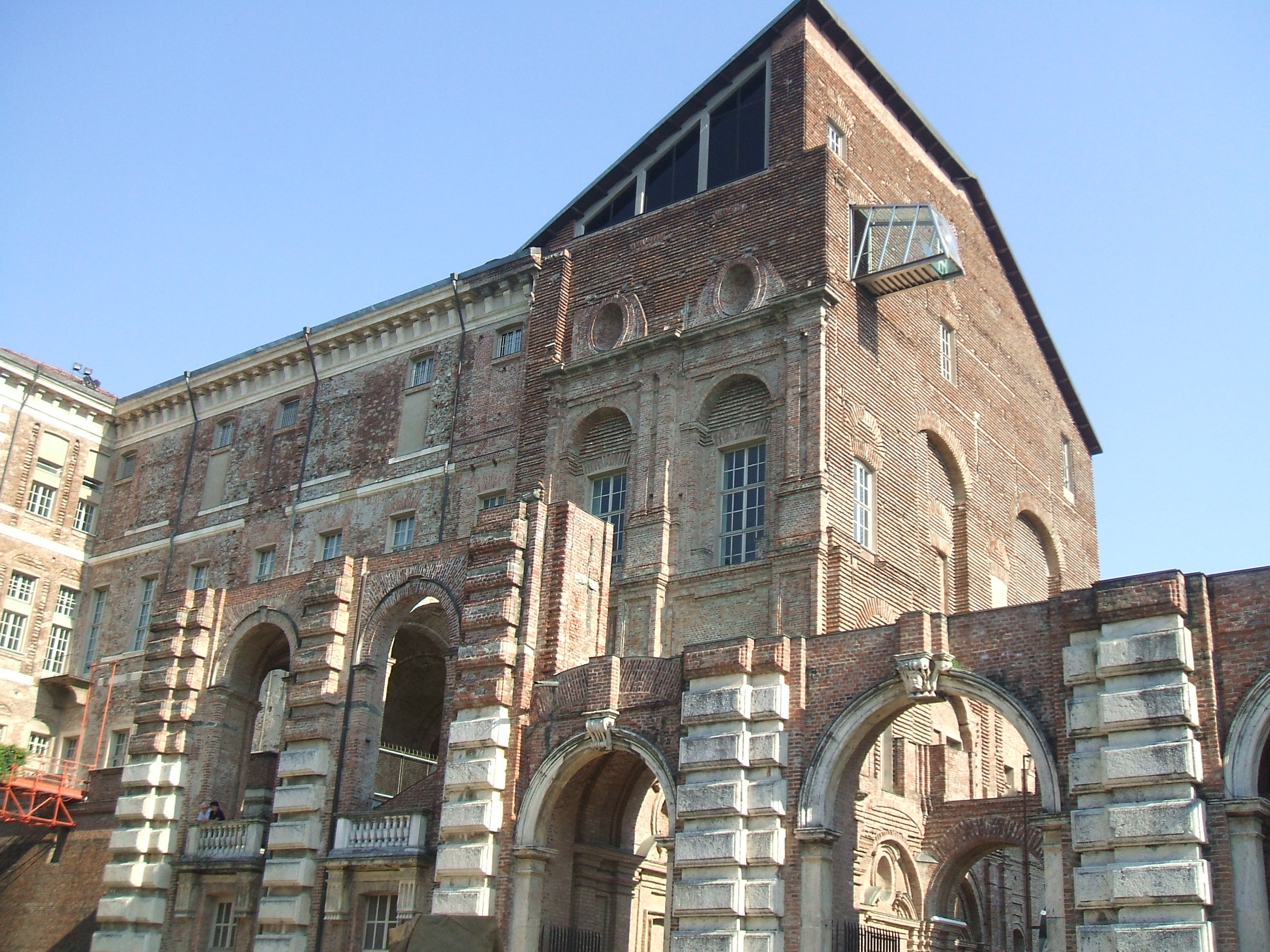
Castello di Rivoli
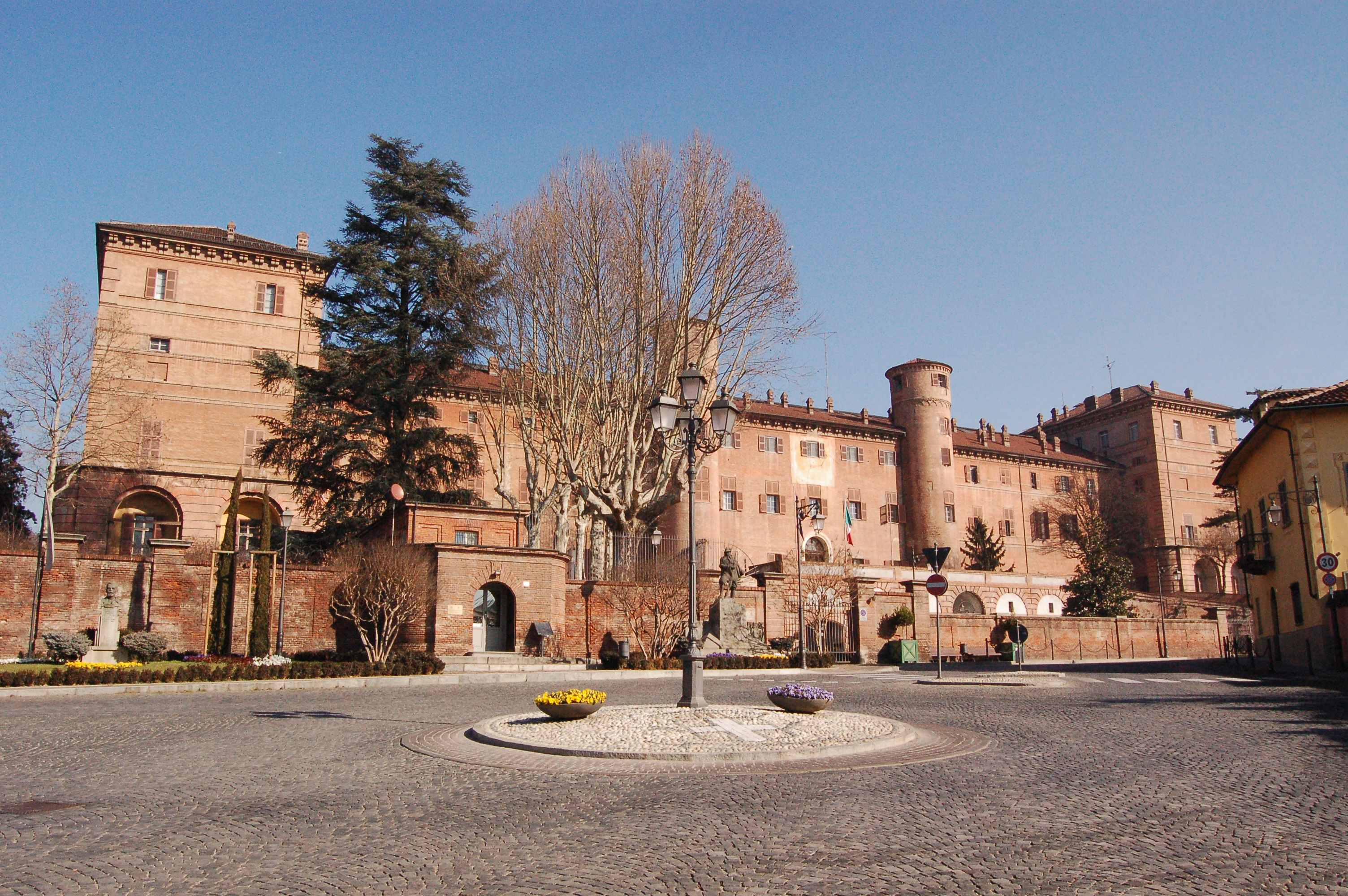
Castello di Moncalieri
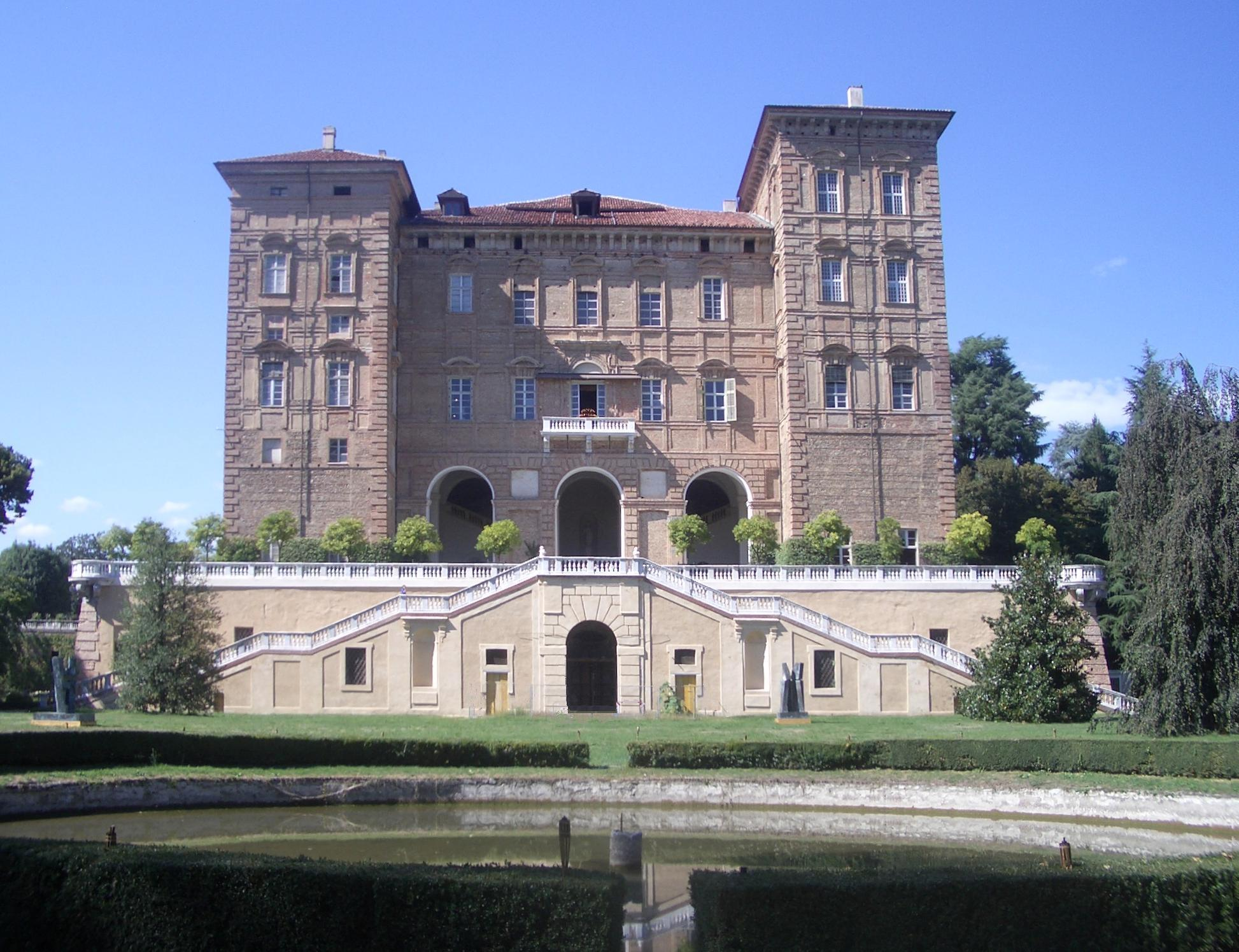
Castello ducale di Agliè
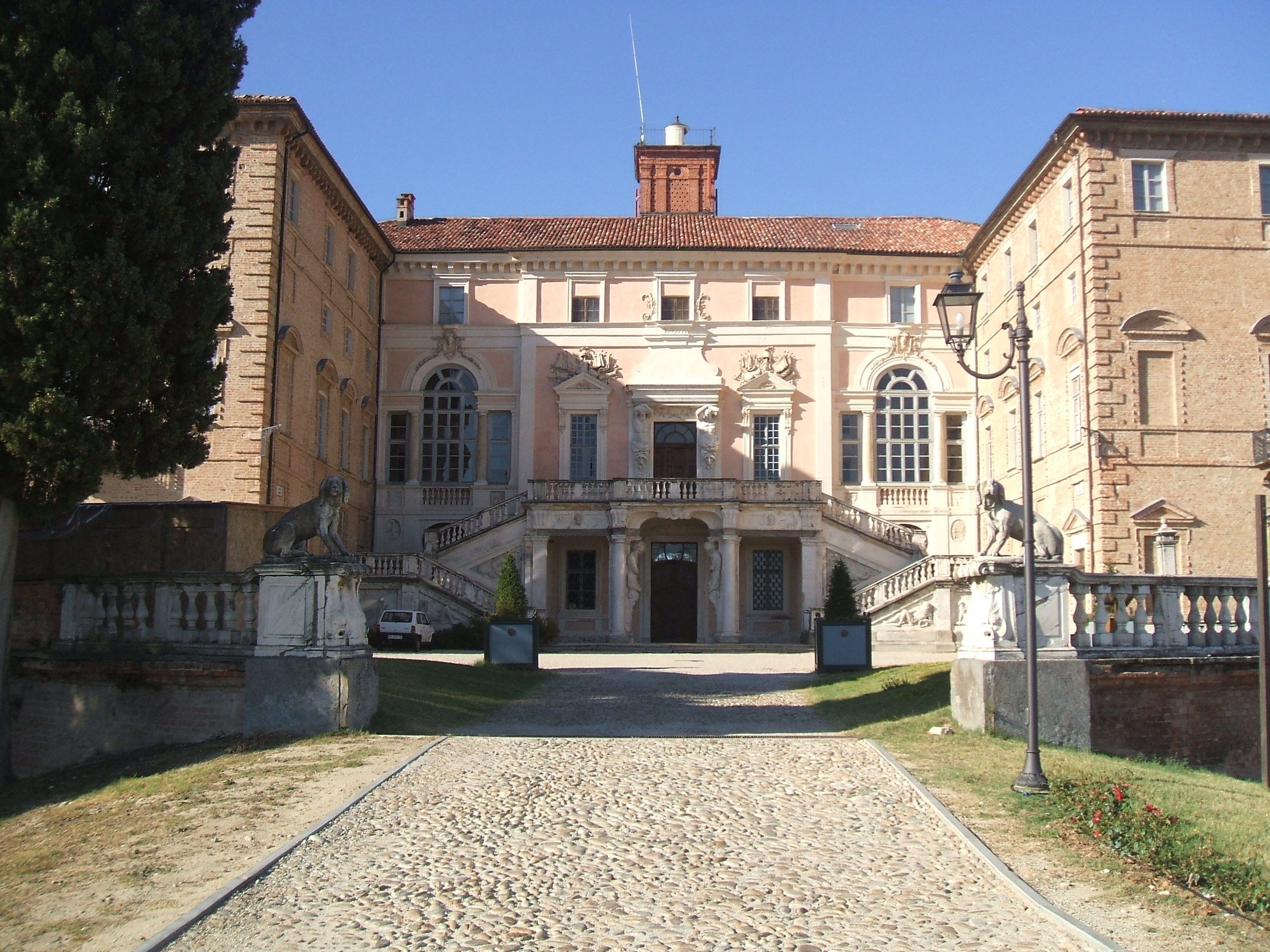
Castello di Govone